# Julius Rudel
Julius Rudel (* 6. März 1921 in Wien; † 26. Juni 2014 in New York City) war ein US-amerikanischer Dirigent österreichischer Herkunft, der von 1957 bis 1979 künstlerischer Leiter der New York City Opera war.

## Leben
Julius Rudel begann seine musikalische Ausbildung an der Musikhochschule Wien, nach dem Anschluss Österreichs 1938 emigrierte seine Familie mit ihm in die Vereinigten Staaten, wo er seine Studien am Mannes College of Music in New York fortsetzte.
Im Jahr 1943 wurde er Korrepetitor an der New York City Opera und gab im folgenden Jahr dort sein Debüt als Dirigent mit Der Zigeunerbaron von Johann Strauß. Künstlerischer Leiter des Theaters war er bereits ab 1957 und bis 1979. Er studierte dort ein breites Repertoire von Claudio Monteverdi bis Leoš Janáček ein.
Zugleich war er von 1962 bis 1976 künstlerischer Leiter des Festival Caramoor im Staat New York und erster Musikdirektor des Kennedy Center in Washington, D.C.
Rudel starb im Juni 2014 im Alter von 93 Jahren in seinem Haus in Manhattan.

## Ehrungen
- 2003: Ehrenmedaille der Bundeshauptstadt Wien[2]

## Diskografie (Auswahl)
- Carlisle Floyd: The Sojourner and Mollie Sinclair (Patricia Neway, Norman Treigle; 1963) [live] VAI
- Georg Friedrich Händel: Giulio Cesare (Beverly Sills, Beverly Wolff, Maureen Forrester, Treigle; 1967) RCA Records
- Alberto Ginastera: Bomarzo (Salvador Novoa; 1967) CBS Records
- Jules Massenet: Manon (Sills, Nicolai Gedda, Gérard Souzay, Gabriel Bacquier; 1970) Westminster
- Gaetano Donizetti: Roberto Devereux (Sills, Marsee, Domingo, Quilico; 1970) HRE
- Jacques Offenbach: Les Contes d'Hoffmann (Sills, Susanne Marsee, Stuart Burrows, Treigle; 1972) Westminster
- Gaetano Donizetti: Anna Bolena (Sills, Shirley Verrett, Burrows, Paul Plishka; 1972) Westminster
- Vincenzo Bellini: I puritani (Sills, Gedda, Louis Quilico, Plishka; 1973) Westminster
- Arrigo Boito: Mefistofele (Montserrat Caballé, Plácido Domingo, Treigle; 1973) EMI
- Jules Massenet: Thaïs (Anna Moffo, José Carreras, Bacquier, Justino Díaz; 1974) RCA
- Gustave Charpentier: Louise (Sills, Gedda, José van Dam; 1977) EMI
- Franz Lehár: Die lustige Witwe (Beverly Sills, Henry Price, Alan Titus, New York City Opera; 1978) EMI – Grammy Award for Best Opera Recording 1979
- Jules Massenet: Cendrillon (Ruth Welting, Frederica von Stade, Gedda; 1978) CBS
- Giuseppe Verdi: Rigoletto (Sills, Alfredo Kraus, Sherrill Milnes, Samuel Ramey; 1978) EMI
- Kurt Weill: Der Silbersee (Joel Grey; 1980) Nonesuch Records